# Rubedo
Rubedo is een aanduiding voor “roodheid”. Het is een van de vier onderdelen van het alchemistisch Magnum Opus (het Grote Werk).
Deze (vierde) stap in het alchemistisch werk staat voor het bereiken van  verlicht bewustzijn en de algehele fusie van geest en materie.
Volgens Jung representeert rubedo het Archetype van het Zelf, de cumulatie van de vier stadia van de individualisering. Het Zelf manifesteert zich in “volledigheid”, het punt waarop een persoon zijn of haar ware aard ontdekt.